# Georges Bernanos

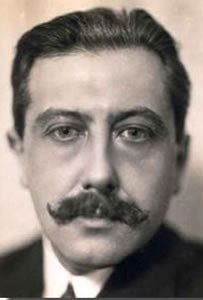
Georges Bernanos

Georges Bernanos (Parijs, 20 februari 1888 - Neuilly-sur-Seine, 5 juli 1948) was een Frans schrijver.

## Leven
Bernanos werd geboren in Parijs als zoon van Émile Bernanos, een behanger-decorateur en Hermance Moreau. Hij diende in de Eerste Wereldoorlog als soldaat. Hij liep verscheidene keren verwondingen op.
Hij schreef zijn eerste roman Sous le soleil de Satan (1926) op 38-jarige leeftijd. Dankzij het succes dat het werk zowel bij de critici als bij het publiek te beurt viel kon hij zich volledig wijden aan de literatuur. Al spoedig volgden andere romans zoals L'Imposture (1927), La Joie (1928-1929). Na een verblijf in Clermont (Oise) (1927-1930) verhuisde hij naar de Balearen. Daar schreef hij zijn gelauwerde Journal d'un curé de campagne.
Zijn antidemocratische en antiburgerlijke opvattingen uit zijn jonge jaren kwamen voort uit een ouderwets katholiek monarchisme dat hem tijdens zijn opvoeding meegegeven werd. Zo werd hij al op jonge leeftijd lid van de Action Française. Toch wist hij het gevaar van het fascisme en het nazisme te onderkennen. In Les Grands Cimetières sous la lune (1938) klaagde hij de wreedheden van het franquisme aan. Ontgoocheld door de zwakke houding van de Franse regering tegenover nazi-Duitsland emigreerde hij in 1938 naar Zuid-Amerika en bleef daar tot 1945. Hij verbleef voornamelijk in Brazilië, waar hij een boerderij probeerde te leiden.
Terwijl zijn drie zoons naar Frankrijk terugkeerden om te vechten, fulmineerde hij vanuit Zuid-Amerika tegen de 'geestelijke uitputting' van zijn land dat zo snel voor de Duitse invasie door de knieën was gegaan. In 1940 gaf hij gehoor aan de oproep tot verzet vanuit Londen door Charles de Gaulle. Hij wendde al zijn schrijverstalent aan om het Vichy-regime te bestrijden en om het conservatieve, nationalistische verzet van de Gaulle te steunen. Deze bood hem na de bevrijding een post aan in de Franse regering. Weliswaar keerde Bernanos terug naar Frankrijk, maar hij zou nooit de politiek in gaan. Zijn bekendste naoorlogse werk is Dialogues des carmélites, over de martelaressen van Compiègne.
Hij stierf aan leverkanker in 1948 in Neuilly-sur-Seine.

## Werk
Samen met Paul Claudel, François Mauriac en Julien Green behoort hij tot de belangrijkste katholieke Franse auteurs van de 20e eeuw. Bernanos schrijft op kritische wijze over de moderne maatschappij. Daarbij speelt het rooms-katholieke geloof vaak een grote rol. Hij is gefascineerd door de grote macht van het kwaad en toont de spanning en de strijd tussen goed en kwaad bij de mens. Hoewel hij enigszins een geïsoleerde figuur was, werd hij toch zeer gerespecteerd door andere Franse schrijvers.

## Belangrijkste werken
- Sous le soleil de Satan 1926 (Onder satan's zon, vertaald door Leo de Roover, 1934)
- L'imposture 1927
- La joie 1929
- La grande peur des bien-pensants 1931
- Jeanne relapse et sainte 1934
- Un crime 1935
- Journal d'un curé de campagne 1936 (Dagboek van een dorpspastoor, vertaald door Jacques Benoit, 1937)
- Nouvelle histoire de Mouchette 1937 (Mouchette, vertaald door Katelijne De Vuyst, 2025)
- Les grands cimetières sous la lune 1938
- Scandale de la vérité 1939
- Nous autres français 1939
- Lettre aux anglais 1946 (oorspronkelijk verschenen in Rio de Janeiro in 1942)
- La France contre les robots 1947 (oorspronkelijk verschenen in Rio de Janeiro in 1946)
- Français, si vous saviez (artikelen 1945–1948) 1961
- Le chemin de la Croix-des-Âmes 1948
- Dialogues des carmélites 1949 (door Francis Poulenc bewerkt tot een opera (1958) ) (De laatste op het schavot, vertaald door Maurice Roelants, 1953; vertaald door Frans van de Bilt, 1989)
- Les enfants humiliés 1949
- Un mauvais rêve 1950
- Monsieur Ouine 1950
- La liberté, pour quoi faire ? 1953
- Combat pour la vérité; Correspondance inédite 1904-1934 1961
- Combat pour la liberté; Correspondance inédite 1934-1948 1961
- La vocation spirituelle de la France (artikelen verzameld door J.-L. Bernanos) 1975
- Les prédestinés (waaronder "Sainte Dominique" 1926, "Jeanne relapse et sainte," en "Frère Martin" 1943) 1983
- Lettres retrouvées. Correspondance inédite 1904-1948 1983

## Prijzen
- 1929 : Prix Femina voor La Joie
- 1936 : Grand Prix du roman de l'Académie française voor Journal d'un curé de campagne

## Verfilmingen
- 1951 :Journal d'un curé de campagne (Robert Bresson, Prix Louis-Delluc, 1950)
- 1960 : Dialogue des carmélites (Philippe Agostini), naar een postuum verschenen scenario
- 1967 : Mouchette (Robert Bresson)
- 1987 : Sous le soleil de Satan (Maurice Pialat, Gouden Palm op het Festival van Cannes, 1987)

- Bibsys: 90052164
- Biblioteca Nacional de España: XX842501
- Bibliothèque nationale de France: cb118914795 (data)
- Catàleg d'autoritats de noms i títols de Catalunya: 981058521709606706
- CiNii: DA00345862
- Gemeinsame Normdatei: 118656228
- International Standard Name Identifier: 0000 0001 2279 0654
- Library of Congress Control Number: n80036696
- MusicBrainz: ebd79a66-3a05-498a-a5f0-7bc6f85cab47
- Bibliotheek van het Japanse parlement: 00433086
- Nationale Bibliotheek van Tsjechië: jn20000600827
- Nationale bibliotheek van Australië: 35017878
- Nationale Bibliotheek van Israël: 987007258502605171
- Nationale Bibliotheek van Polen: a0000001182581
- Nationale en Universitaire bibliotheek Zagreb: 000019611
- Nederlandse Thesaurus van Auteursnamen: 068388128
- Réseau des bibliothèques de Suisse occidentale: 02-A002996078
- Istituto Centrale per il Catalogo Unico: CFIV026721
- LIBRIS: 178034
- SNAC: w6931xjc
- Système universitaire de documentation: 027281388
- Trove: 792394
- Virtual International Authority File: 44295297
- WorldCat: E39PBJdmq8gVrJBxCfrH4MXcfq